# Dharampasha
Dharampasha är ett underdistrikt i Bangladesh. Det ligger i den nordöstra delen av landet, 150 km norr om huvudstaden Dhaka.
Runt Dharampasha är det tätbefolkat, med 369 invånare per kvadratkilometer.